# Vital Concept-B&B Hotels/Saison 2019
Diese Liste beschreibt die Mannschaft und die Erfolge des Radsportteams Vital Concept-B&B Hotels in der Saison 2019.

## Erfolge in der UCI Africa Tour
| Datum      | Rennen                              | Kat. | Sieger          |
| ---------- | ----------------------------------- | ---- | --------------- |
| 24. Januar | 4. Etappe La Tropicale Amissa Bongo | 2.1  | Lorrenzo Manzin |
| 27. Januar | 7. Etappe La Tropicale Amissa Bongo | 2.1  | Lorrenzo Manzin |

## Erfolge in der UCI Europe Tour
| Datum              | Rennen                            | Kat. | Sieger          |
| ------------------ | --------------------------------- | ---- | --------------- |
| 7. Februar         | 1. Etappe Étoile de Bessèges      | 2.1  | Bryan Coquard   |
| 6. April           | Volta Limburg Classic             | 1.1  | Patrick Müller  |
| 10. April          | 2. Etappe Circuit Cycliste Sarthe | 2.1  | Bryan Coquard   |
| 25. April – 1. Mai | Gesamtwertung Tour de Bretagne    | 2.2  | Lorrenzo Manzin |
| 12. Mai            | Grand Prix de la Somme            | 1.2  | Lorrenzo Manzin |
| 17. Mai            | 4. Etappe 4 Jours de Dunkerque    | 2.HC | Bryan Coquard   |
| 26. Mai            | Grote Prijs Marcel Kint           | 1.1  | Bryan Coquard   |
| 9. Juni            | 3. Etappe Boucles de la Mayenne   | 2.1  | Bryan Coquard   |
| 16. Juni           | 5. Etappe Belgien-Rundfahrt       | 2.HC | Bryan Coquard   |
| 25. Juli           | Grand Prix Pino Cerami            | 1.1  | Bryan Coquard   |
| 16. August         | 2. Etappe Arctic Race of Norway   | 2.HC | Bryan Coquard   |

## Mannschaft
| Teamkader 2019          | Teamkader 2019     | Teamkader 2019 | Teamkader 2019                      |
| Name                    | Geburtsdatum       | Land           | Vorheriges Team                     |
| ----------------------- | ------------------ | -------------- | ----------------------------------- |
| Yohann Bagot            | 6. September 1987  | Frankreich     | Cofidis, Solutions Crédits (2017)   |
| Kris Boeckmans          | 13. Februar 1987   | Belgien        | Lotto-Soudal (2017)                 |
| Maxime Cam              | 9. Juli 1992       | Frankreich     | VC Pays de Loudéac (2018)           |
| Bryan Coquard           | 25. April 1992     | Frankreich     | Direct Énergie (2017)               |
| Arnaud Courteille       | 13. März 1989      | Frankreich     | FDJ (2017)                          |
| Bert De Backer          | 2. April 1984      | Belgien        | Team Sunweb (2017)                  |
| Corentin Ermenault      | 27. Januar 1996    | Frankreich     | Team Wiggins (2017)                 |
| Marc Fournier           | 12. November 1994  | Frankreich     | FDJ (2017)                          |
| Adrien Garel            | 12. März 1996      | Frankreich     |                                     |
| Cyril Gautier           | 26. September 1987 | Frankreich     | AG2R La Mondiale (2018)             |
| Steven Lammertink       | 4. Dezember 1993   | Niederlande    | LottoNL-Jumbo (2017)                |
| Johan Le Bon            | 3. Oktober 1990    | Frankreich     | FDJ (2017)                          |
| Jérémy Lecroq           | 7. April 1995      | Frankreich     | Roubaix Lille Métropole (2017)      |
| Lorrenzo Manzin         | 26. Juli 1994      | Frankreich     | FDJ (2017)                          |
| Julien Morice           | 20. Juli 1991      | Frankreich     | Direct Énergie (2017)               |
| Justin Mottier          | 14. September 1993 | Frankreich     | VC Pays de Loudéac (2017)           |
| Patrick Müller          | 18. April 1996     | Schweiz        | BMC Development (2017)              |
| Quentin Pacher          | 6. Januar 1992     | Frankreich     | Delko-Marseille Provence-KTM (2017) |
| Kévin Réza              | 18. Mai 1988       | Frankreich     | FDJ (2017)                          |
| Pierre Rolland          | 10. Oktober 1986   | Frankreich     | EF Education First-Drapac (2018)    |
| Jimmy Turgis            | 10. August 1991    | Frankreich     | Cofidis, Solutions Crédits (2018)   |
| Jonas Van Genechten     | 16. September 1986 | Belgien        | Cofidis, Solutions Crédits (2017)   |
| Arthur Vichot           | 26. November 1988  | Frankreich     | Groupama-FDJ (2018)                 |
|                         |                    |                |                                     |
| Quelle: ProCyclingStats |                    |                |                                     |